# Beitske Visser
Beitske Visser, född den 10 mars 1995 i Dronten, är en Nederländsk racerförare. Hon startade sin professionella racingkarriär 2012 med att tävla i ADAC Formel Masters, vilket hon fortsatte med 2013. Under 2014 tävlade hon i Formula Renault 3.5 Series och gjorde även ett inhopp i GP3 Series. Under 2015 fortsätter hon i FR3.5.

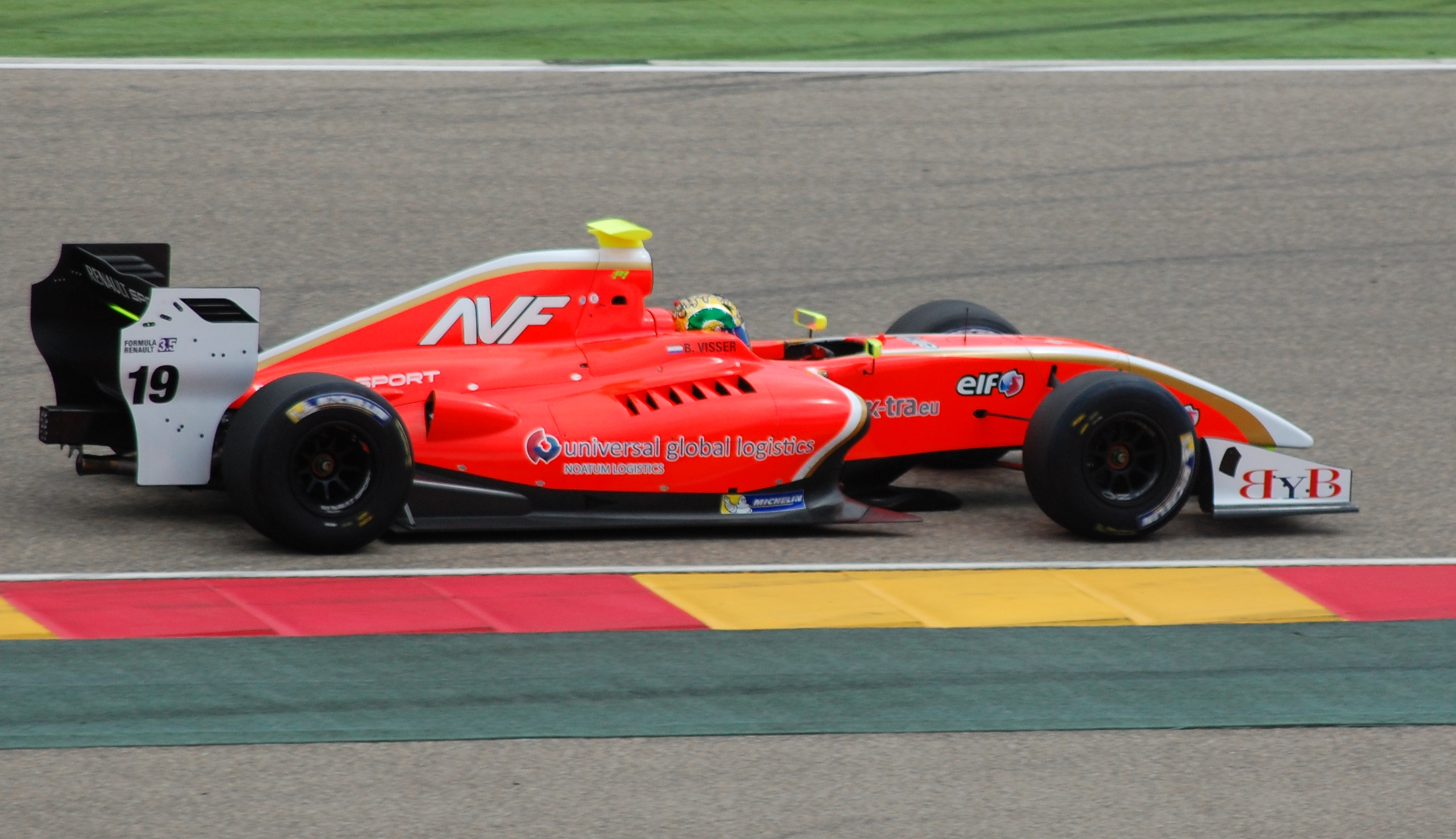
Visser på Motorland Aragón 2014.